# 小施瓦布豪森
小施瓦布豪森是德国图林根州的一个市镇。总面积3.85平方公里，总人口239人，其中男性119人，女性120人（2011年12月31日），人口密度62人/平方公里。